# Vũ Hồng Đức
Vũ Hồng Đức (1914–1996), thường gọi là Mười Đức, là nhà cách mạng Việt Nam, Bí thư Tỉnh ủy Châu Hà Đảng Cộng sản Việt Nam.

## Thân thế
Vũ Hồng Đức có tên thật là Võ Văn Đáo. Ông sinh năm 1914 trong một gia đình nông dân ở ấp Tân Hưng, làng Nhơn Hưng, tổng Qui Đức, quận Tịnh Biên, tỉnh Châu Đốc (nay là khóm Tây Hưng, phường Nhơn Hưng, thị xã Tịnh Biên, tỉnh An Giang). Ông nội từng tham gia phong trào Cần vương. Năm 11 tuổi, ông mồ côi cha nên phải đi lao động từ sớm, không có điều kiện học tập đầy đủ.

## Cuộc đời
Năm 1930, Vũ Hồng Đức tham gia tổ chức thanh niên bí mật Kôm-sô-môn (đặt tên theo Komsomol, tức Đoàn Thanh niên Cộng sản Lenin). Do bị theo dõi, ông đến xã Đa Phước (quận Châu Phú) làm thợ hồ.
Năm 1934, ông làm liên lạc cho Ban Chấp ủy lâm thời tỉnh Châu Đốc, làm biện (thư ký) tại nhà máy xay lúa An Hòa, từ đó vận động công nhân tham gia phong trào cách mạng. Tháng 7 năm 1937, ông được kết nạp vào Đảng Cộng sản Đông Dương. Năm 1938, ông làm Bí thư Chi bộ xã Đa Phước mới được thành lập. Năm 1939, ông chạy sang Campuchia đến năm 1941 thì trở về tiếp tục làm Bí thư Chí bộ xã Đa Phước.
Tháng 8 năm 1945, ông lãnh đạo khởi nghĩa giành chính quyền ở quận Tịnh Biên và quận Tri Tôn. Tỉnh ủy Châu Đốc tái lập, ông được bầu vào Tỉnh ủy.
Giữa năm 1946, Vũ Hồng Đức được phân công về huyện Tri Tôn (tỉnh Châu Đốc), cùng các đồng chí Nguyễn Trang Thành, Trần Thanh Quế,... thành lập tổ chức Đảng ở đây. Tháng 11, ông là Chủ nhiệm Mặt trận Việt Minh huyện Tri Tôn. Tháng 3 năm 1947, ông là Bí thư Ban cán sự Đảng, Chủ tịch Ủy ban Kháng chiến hành chính huyện Tri Tôn. Tháng 4 năm 1948, ông là Bí thư Huyện ủy Tri Tôn (thuộc tỉnh Long Châu Hậu). Năm 1951, hai huyện Tri Tôn và Tịnh Biên được sáp nhập thành huyện Tịnh Biên mới (thuộc tỉnh Long Châu Hà), ông trở thành Bí thư Huyện ủy Tịnh Biên.
Tháng 7 năm 1954, tỉnh Long Châu Hà giải thể, huyện Tịnh Biên tách ra thành hai huyện Tri Tôn và Tịnh Biên như cũ, vẫn do Tỉnh ủy viên Vũ Hồng Đức phụ trách. Đầu năm 1955, ông tiếp tục đảm nhiệm vai trò Bí thư Huyện ủy Tri Tôn. Ngày 12 tháng 10 năm 1960, Ủy ban Mặt trận Dân tộc giải phóng tỉnh An Giang thành lập, ông là một trong các Phó Chủ tịch. Năm 1964, ông được bầu làm Phó Bí thư Tỉnh ủy An Giang, chỉ huy mặt trận Châu Đốc. Năm 1967, ông phụ trách Ban Kinh tài của Tỉnh ủy An Giang, là Phó Chính ủy thuộc Ban Chỉ huy Mặt trận Châu Đốc Tổng tiến công và nổi dậy Tết Mậu Thân. Trong trận đồi Đức Dụp (1968–1969), ông trực tiếp đến tiền tuyến động viên bộ đội, góp công trong cuộc chiến 128 ngày đêm. Khoảng 1968–1971, ông phụ trách phân ban Tỉnh ủy An Giang (sau là Tỉnh ủy Châu Hà) đóng ở căn cứ Ô Tà Sóc (Lương Phi, Tri Tôn).
Năm 1969, phần đất phía nam sông Hậu của tỉnh Châu Đốc sáp nhập với phần đất tỉnh Hà Tiên cũ của tỉnh Rạch Giá thành tỉnh Châu Hà. Tháng 10 năm 1971, Vũ Hồng Đức trở thành Bí thư Tỉnh ủy Châu Hà thay Võ Thái Bảo. Tháng 9 năm 1973, ông được điều động công tác ở Mặt trận khu Tây Nam Bộ.
Năm 1976, ông nghỉ hưu. Năm 1994, ông mất ở Long Xuyên (An Giang).